# 적 그리고 사랑 이야기
적 그리고 사랑 이야기(Enemies: A Love Story)는 미국에서 제작된 폴 마줄스키 감독의 1989년 드라마 영화이다. 아이작 바셰비스 싱어의 동명의 소설을 바탕으로 제작되었다. 안젤리카 휴스턴 등이 주연으로 출연하였고 폴 마주르스키 등이 제작에 참여하였다.

## 출연

### 주연
- 안젤리카 휴스턴
- 마가렛 소피 스타인
- 레나 올린
- 론 실버

### 조연
- 주디스 말리나
- 알랜 킹
- 리타 카린
- 필 리즈
- 엘리아 바스킨

## 제작진
- 원작자: 이삭 바쉐비스 싱어
- 공동제작: 파토 구즈먼
- 공동제작: 얼비 스미스
- 미술: 파토 구즈먼